# Dwikozy (gmina)
Dwikozy – gmina wiejska w Polsce położona w województwie świętokrzyskim, w powiecie sandomierskim. W latach 1975–1998 gmina administracyjnie należała do województwa tarnobrzeskiego.
Siedziba gminy to Dwikozy.
Według danych z 31 grudnia 2010 r. gminę zamieszkiwały 8973 osoby.

## Położenie
Gmina Dwikozy położona jest w dolinie rzeki Wisły na pograniczu Kotliny Sandomierskiej i Wyżyny Kieleckiej. Przeważająca część gminy położona jest na Wyżynie Sandomierskiej wchodzącej w skład Wyżyny Kieleckiej. Wysoczyzna lessowa wznosi się na wysokości od 150 do 210 m n.p.m. Gmina Dwikozy graniczy od północy z gminą Ożarów i Zawichost, od zachodu z gminą Obrazów i Wilczyce, a od południa z gminą Sandomierz. Południowo-wschodnią granicę gminy stanowi rzeka Wisła. 

## Znaczące miejsca
Z pobliskiego Garbowa pochodzi jeden z najsłynniejszych rycerzy średniowiecza Zawisza Czarny, który wsławił się w bitwie pod Grunwaldem. Na terenie Dwikóz znajduje się zabytkowa kapliczka z 1884 roku, stacja kolei żelaznej wybudowana w 1915 roku za czasów zaboru rosyjskiego i pomnik powstańców pomordowanych w bitwie z wojskami rosyjskimi pod Słupczą 8 lutego 1863 roku. 
W miejscowości Słupcza znajdują się mury i piwnice po dworze szlacheckim, a w miejscowości Kichary Nowe stoją ruiny baszty z klasztoru sióstr benedyktynek. 
We wsi Góry Wysokie znajduje się zabytkowy kościół parafialny wybudowany w 1792 roku, najstarsza szkoła w gminie wybudowana w 1871 roku, a w lesie w Górach Wysokich znajdują się dwie mogiły pomordowanych przez hitlerowców w 1940 roku 92 więźniów z Zamku Sandomierskiego. 

## Struktura powierzchni
Według danych z roku 2002 gmina Dwikozy ma obszar 84,79 km², w tym:
- użytki rolne: 83%
- użytki leśne: 6%

Gmina stanowi 12,54% powierzchni powiatu.

## Demografia

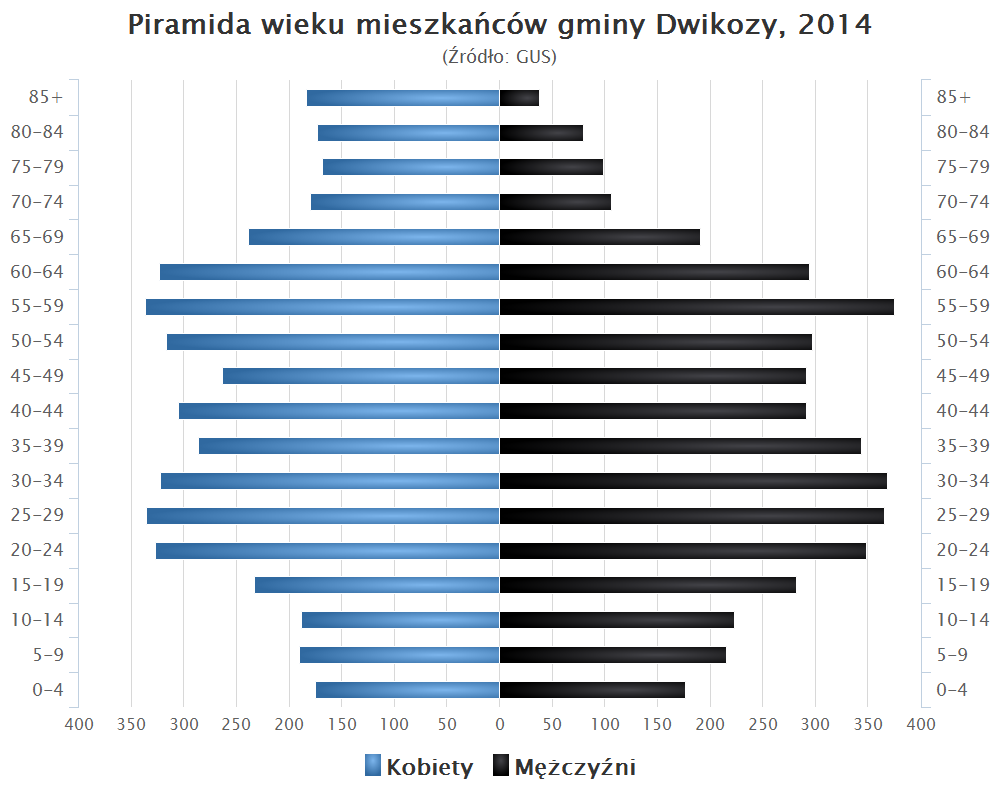
Piramida wieku mieszkańców gminy Dwikozy w 2014 roku

Liczba ludności (dane z 31 grudnia 2010):
|        | Ogółem | Ogółem | Kobiety | Kobiety | Mężczyźni | Mężczyźni |
| osób   | %      | osób   | %       | osób    | %         |           |
| ------ | ------ | ------ | ------- | ------- | --------- | --------- |
| Ogółem | 8973   | 100    | 4613    | 51,41   | 4360      | 48,59     |
| Miasto | 0      | 0      | 0       | 0       | 0         | 0         |
| Wieś   | 8973   | 100    | 4613    | 51,41   | 4360      | 48,59     |

▶Wieś vs ▶miasto
Ogółem (▶k, ▶m)
Wieś (▶k, ▶m)

## Budżet
Rysunek 1.1 Dochody ogółem w Gminie Dwikozy w latach 1995-2010 (w zł)
| WYSZCZEGÓLNIENIE               | J. m. | ROK         | ROK         | ROK         | ROK         | ROK          | ROK         | ROK          | ROK          | ROK          | ROK          | ROK          | ROK           | ROK           | ROK           | ROK           | ROK           |
| WYSZCZEGÓLNIENIE               | J. m. | 1995        | 1996        | 1997        | 1998        | 1999         | 2000        | 2001         | 2002         | 2003         | 2004         | 2005         | 2006          | 2007          | 2008          | 2009          | 2010          |
| ------------------------------ | ----- | ----------- | ----------- | ----------- | ----------- | ------------ | ----------- | ------------ | ------------ | ------------ | ------------ | ------------ | ------------- | ------------- | ------------- | ------------- | ------------- |
| Dochody ogółem                 | zł    | 2 869 190,- | 6 966 605,- | 8 983 865,- | 8 610 863,- | 9 629 300,-  | 9 708 036,- | 10 972 978,- | 11 944 763,- | 12 575 929,- | 13 298 589,- | 14 883 077,- | 15 926 971,97 | 17 912 402,40 | 20 598 869,98 | 23 891 427,02 | 60 904 701,06 |
| ZNAK                           | ±     | -           | -           | +           | +           | +            | -           | +            | -            | +            | -            | -            | +             | -             | +             | +             | +             |
| Nadwyżka/deficyt budżetowa(-y) | zł    | 121 044,-   | 859 851,-   | 788 973,-   | 286 429,-   | 1 107 919,-  | 126 582,-   | 919 313,-    | 468 296,-    | 1 572 795,-  | 271 064,-    | 479 146,-    | 750 858,04    | 94 285,69     | 305 267,51    | 1 519 883,62  | 6 704 316,91  |
| ZNAK                           | Σ     | =           | =           | =           | =           | =            | =           | =            | =            | =            | =            | =            | =             | =             | =             | =             | =             |
| Wydatki ogółem                 | zł    | 2 748 146,- | 6 106 754,- | 9 772 838,- | 8 897 292,- | 10 737 219,- | 9 581 454,- | 11 892 291,- | 11 476 467,- | 14 148 724,- | 13 027 525,- | 14 403 931,- | 16 677 830,01 | 17 818 116,71 | 20 904 137,49 | 25 411 310,64 | 67 609 017,97 |

 Rysunek 1.2 Wydatki ogółem w Gminie Dwikozy w latach 1995-2010 (w zł)

Według danych z roku 2010 średni dochód na mieszkańca wynosił 6 787,55 zł (tj. – stan na 31 XII; przy 6 774,72 zł w zestawieniu na 30 VI); jednocześnie średnie wydatki na mieszkańca kształtowały się na poziomie 7 534,72 zł (tj. – stan na 31 XII; przy 7 520,47 zł w zestawieniu na 30 VI).

## Sołectwa
Bożydar, Buczek, Czermin, Dwikozy, Gałkowice, Gierlachów, Góry Wysokie, Jaroszówka, Kamień Łukawski, Kępa Chwałowska, Kolonia Gałkowice, Mściów, Nowe Kichary, Nowy Garbów, Nowy Kamień, Romanówka, Rzeczyca Mokra, Rzeczyca Sucha, Słupcza, Stare Kichary, Stary Garbów, Szczytniki, Winiarki, Winiary.
Wsią bez statusu sołectwa jest Doraz.

## Sąsiednie gminy
Gorzyce, Obrazów, Ożarów, Radomyśl nad Sanem, Sandomierz, Wilczyce, Zawichost